# Frederik Winther
Frederik Franck Winther (* 4. Januar 2001 in Gentofte) ist ein dänischer Fußballspieler. Er war dänischer Nachwuchsnationalspieler.

## Karriere

### Verein
Winther, geboren im Kopenhagener Vorort Gentofte, spielte zunächst bei B 1903 Kopenhagen, der seine Heimspiele in Gentofte austrägt, und wechselte 2014 in die Jugend von Lyngby BK. Sein erstes Wettbewerbsspiel für die erste Mannschaft absolvierte er am 20. März 2019 im Alter von 18 Jahren beim 2:0-Heimsieg in der zweiten dänischen Liga gegen Silkeborg IF. Nachdem er zuvor für die A-Jugend (U19) und für die Reservemannschaft zum Einsatz gekommen war, etablierte er sich nun in der ersten Mannschaft und stieg mit ihr in die Superliga auf, nachdem sich Lyngby BK in der Auf- und Abstiegsrelegation gegen Vendsyssel FF durchsetzte. Sein Vertrag beim Klub aus der Kommune Lyngby-Taarbæk im Kopenhagener Ballungsraum lief bis zum 31. Dezember 2023.
Am 5. Oktober 2020 wurde Frederik Winther vom deutschen Bundesligisten FC Augsburg verpflichtet. Er unterschrieb einen Vertrag bis 2025, wurde aber bis zum Ende der bereits laufenden Saison 2020/21 an Lyngby BK verliehen. In der Rückrunde war Winther Reservist, insgesamt absolvierte er in der regulären Saison zwölf Partien und ging mit Lyngby BK in die Abstiegsrunde, in der der Verein als Tabellenletzter aus der Superligæn abstieg.
Zum Start der Saison 2021/22 stieß er schließlich zum Kader des FC Augsburg. Dort konnte sich Winther in den ersten anderthalb Jahren nicht als Stammspieler durchsetzen. Um mehr Einsatzzeiten zu erhalten, kehrte er am 31. Januar 2023 in sein Heimatland zurück und spielte leihweise bis zum Saisonende für Brøndby IF und kehrte dann zum FC Augsburg zurück. Ende Januar 2024 erfolgte sein leihweiser Wechsel nach Portugal zum Erstligisten GD Estoril Praia. Ende März 2024 beendete der FCA das Leihgeschäft vorzeitig und transferierte Winther zum schwedischen Erstligisten Hammarby IF.

### Nationalmannschaft
Frederik Winther spielte viermal für die dänische U18-Nationalmannschaft und siebenmal für die U19. Nach zwei Einsätzen in der U20 im Juni 2021 debütierte er im September desselben Jahres auch in der U21-Nationalmannschaft.